# Juicq
Juicq é uma comuna francesa na região administrativa da Nova Aquitânia, no departamento de Charente-Maritime. Estende-se por uma área de 9,25 km². Em 2010 a comuna tinha 295 habitantes (densidade: 31,9 hab./km²).